# Каку (Риуге)
Каку (ест. Kaku) — село в Естонії, входить до складу волості Риуге, повіту Вирумаа.